# 三貝德數位文創
三貝德數位文創股份有限公司，簡稱三貝德（Samebest），2006年10月30日成立。並於2017年4月27日於中華民國證券櫃檯買賣中心股票上櫃。總部位於台灣，專精於學科數位學習課程產品的研發製作，企業於2013年開始規劃K-12階段的數位學習系統。陸續開發了「小學王」、「升學王」等線上課程，內容設計根據中華民國108課綱，每年會依照課綱異動修正教材內容。